# Elektrificere
Elektrificere betyder at noget kan betjenes ved elektricitet, for eksempel elektrificering af en jernbanestrækning betyder, at den kan betjenes af elektrisk togsæt.